# Valentine Rugwabiza
Valentine Sendanyoye Rugwabiza (née le 25 juillet 1963) est une femme d'affaires et une femme politique rwandaise, représentante permanente de son pays auprès de l'Organisation des Nations unies (ONU) depuis 2016.

## Famille et éducation
Valentine Rugwabiza est née le 25 juillet 1963. Elle est titulaire d'un baccalauréat et d'une maîtrise en économie de l'université nationale du Zaïre.

## Carrière
Pendant huit ans, Valentine Rugwabiza travaille pour la multinationale suisse Hoffmann-La Roche, d'abord à la tête du développement commercial et du marketing pour l'Afrique centrale à Yaoundé, puis comme directrice régionale en Côte d'Ivoire. Elle retourne à Kigali en 1997 et dirige sa propre entreprise, Synergy Group.
En 2002, elle est nommée ambassadrice du Rwanda en Suisse et représentante permanente auprès des Nations unies à Genève ; elle y  reste pendant trois ans.
De 2005 à 2013, elle est directrice générale adjointe de l'Organisation mondiale du commerce, première femme à occuper ce poste. Elle est une des membres fondatrices de la Fédération rwandaise du secteur privé, de l'Organisation des femmes entrepreneurs du Rwanda et du Caucus des femmes leaders du Rwanda.
Valentine Rugwabiza est présidente de la direction du Conseil de développement du Rwanda à partir de 2013-2014. Elle est ministre de la Communauté d'Afrique de l'Est de 2014 à 2016. En 2015, elle est désignée comme l'une des « 50 femmes les plus puissantes de l'Afrique » par le magazine Jeune Afrique.
Valentine Rugwabiza est nommée représentante permanente du Rwanda auprès de l'Organisation des Nations unies par le président Paul Kagame en novembre 2016,. Elle reste membre du cabinet du Rwanda.
Elle est membre de l'Assemblée législative est-africaine pour un mandat de cinq ans de 2012 jusqu'en juin 2017.
En février 2022, l'ONU annonce que Valentine Rugwabiza remplacera le Sénégalais Mankeur Ndiaye à la tête de la MINUSCA, la mission de maintien de la paix des Nations unies en Centrafrique.

## Vie personnelle
Valentine Rugwabiza est mariée à Jean-Paulin Sendanyoye.

## Publications
- Valetine Rugwabiza, Achieving Sustainable Development and Promoting Development Cooperation: Dialogues at the Economic and Social Council, United Nations Publications, 2008, 43–45 p. (lire en ligne), « Urgency of Completing the Doha Round more Acute than Ever »
- Valentine Rugwabiza, « Economic integration is helping boost trade and investment in Africa », The Guardian,‎ 11 mai 2016 (lire en ligne, consulté le 11 août 2017)
- Valentine Rugwabiza, « Africa: Amidst Brexit Woes, Africa Forges Ahead With Integration », The New Times, All Africa,‎ 18 juillet 2016 (lire en ligne, consulté le 11 août 2017)
- Valetine Rugwabiza, « Britain may have given up on the EU dream, but Africa still wants integration », The Guardian,‎ 17 juillet 2016 (lire en ligne, consulté le 11 août 2017)